# Истинная долгота
Истинная долгота (англ. true longitude) — в небесной механике эклиптическая долгота, которую бы имел вращающийся объект в случае нулевого наклонения орбиты. Истинная долгота вместе с наклонением и долготой восходящего узла определяет направление от центрального объекта, в котором в данный момент находится вращающийся объект.

## Вычисления
Истинную долготу  l можно определить следующим образом:
l = ν + ϖ,
где:
- ν — истинная аномалия,
- ϖ ≡ ω + Ω — долгота перицентра орбиты, 
  - ω — аргумент перицентра,
  - Ω — долгота восходящего узла орбиты.

Истинную долготу можно определить через среднюю долготу:
{\displaystyle l-L\equiv {\nu }-{M}\ ,}
где
- {\displaystyle L\equiv {M}+{\varpi }} — средняя долгота,
- {\displaystyle M}  — средняя аномалия.